# Кордон (Биазинский сельсовет)
Кордон — посёлок в Северном районе Новосибирской области России. Входит в состав Биазинского сельсовета.

## География
Площадь посёлка — 41 гектаров.

## История
Основан в 1908 г. В 1926 году состоял из 52 хозяйств, основное население — белоруссы. В составе Биазинского сельсовета Биазинского района Барабинского округа Сибирского края.

## Население
| 1926 | 2002 | 2007 | 2010 |
| ---- | ---- | ---- | ---- |
| 313  | ↘145 | ↘128 | ↘117 |

## Инфраструктура
В посёлке по данным на 2007 год отсутствует социальная инфраструктура.